# Nomada orbitalis
Nomada orbitalis là một loài Hymenoptera trong họ Apidae. Loài này được Pérez mô tả khoa học năm 1913.